# Mody Traoré
Mody Traoré (ur. 14 lipca 1980 w Metzu) – francuski piłkarz grający na pozycji prawego obrońcy w Valenciennes FC. Jego bracia – Dame Traoré i Mamadou Traoré również są piłkarzami.

## Kariera klubowa
Jest wychowankiem AS Nancy. W 2001 przeszedł do Valenciennes FC, gdzie stał się podstawowym zawodnikiem. W Ligue 1 zadebiutował 5 sierpnia 2006 roku w meczu z AJ Auxerre. W styczniu 2010 wypożyczono go do drugoligowego AC Ajaccio, a latem 2010 do Le Havre AC grającego również w Ligue 2.
| Sezon   | Klub               | Kraj    | Rozgrywki | Mecze | Bramki | Rozgrywki Europy | Mecze | Bramki |
| ------- | ------------------ | ------- | --------- | ----- | ------ | ---------------- | ----- | ------ |
| 2000/01 | Valenciennes FC    | Francja | National  | 33    | 2      | -                | -     | -      |
| 2001/02 | Valenciennes FC    | Francja | CFA       | 0     | 0      | -                | -     | -      |
| 2002/03 | Valenciennes FC    | Francja | National  | 23    | 1      | -                | -     | -      |
| 2003/04 | Valenciennes FC    | Francja | National  | 18    | 1      | -                | -     | -      |
| 2004/05 | Valenciennes FC    | Francja | National  | 22    | 0      | -                | -     | -      |
| 2005/06 | Valenciennes FC    | Francja | Ligue 2   | 22    | 0      | -                | -     | -      |
| 2006/07 | Valenciennes FC    | Francja | Ligue 1   | 20    | 0      | -                | -     | -      |
| 2007/08 | Valenciennes FC    | Francja | Ligue 1   | 25    | 0      | -                | -     | -      |
| 2008/09 | Valenciennes FC    | Francja | Ligue 1   | 18    | 0      | -                | -     | -      |
| 2009/10 | Valenciennes FC    | Francja | Ligue 1   | 0     | 0      | -                | -     | -      |
| 2009/10 | AC Ajaccio (wyp.)  | Francja | Ligue 2   | 13    | 1      | -                | -     | -      |
| 2010/11 | Le Havre AC (wyp.) | Francja | Ligue 2   | 27    | 0      | -                | -     | -      |
| 2011/12 | Valenciennes FC    | Francja | Ligue 1   | 14    | 0      | -                | -     | -      |
| 2012/13 | Valenciennes FC    | Francja | Ligue 1   | 1     | 0      | -                | -     | -      |

Stan na: 23 września 2012 r.